# Iran na Letnich Igrzyskach Olimpijskich 2008
Iran na Letnich Igrzyskach Olimpijskich 2008 reprezentowało 55 zawodników (52 mężczyzn i 3 kobiety) w 13 dyscyplinach.
Był to 15. start reprezentacji Iranu na letnich igrzyskach olimpijskich.

## Zdobyte medale
| Medal | Zawodnik        | Dyscyplina sportowa | Konkurencja       |
| ----- | --------------- | ------------------- | ----------------- |
| Złoto | Hadi Saei       | Taekwondo           | do 80 kg mężczyzn |
| Brąz  | Morad Mohammadi | Zapasy              | do 60 kg mężczyzn |